# Герб Засупоевки
Герб Засупоевки (укр. Герб Засупоївки) — геральдический символ села Засупоевка Яготинского района Киевской области Украины. Герб утверждён 30 октября 2002 года решением сессии сельского совета (автор — А. Желиба).

## Описание
В золотом поле синяя полоса, на которой два серебряных карася, плывущих друг другу на встречу, в верхней половине — три зелёных дубовых листа, в нижней половине — зелёный колос пшеницы.
Щит наложен на барочный картуш, увенчанный золотой хлебной короной. Допускается использование герба без картуша и короны.
Допускается использование герба с добавлением венка из охапок качалок рогоза вдоль щита и двух кистей калины снизу, перевитые синей лентой с надписью золотыми буквами «ЗАСУПОЇВКА».

## Трактовка
Синяя полоса с серебряными карасями — символ реки Супой, над которой раскинулось село. Дубовые листья — воплощение леса, который был вокруг села Рокитное. Колос означает сельское хозяйство.